# Манастир Свете великомученице Марине у Липничком Шору
Манастир Свете великомученице Марине у Липничком Шору је манастир Епархије шабачке Српске православне цркве.
Манастир је посвећен светој великомученици Марини. Освећен је 2008. године од стране тадашњег епископа шабачког Лаврентија.
Манастир представља једну од најмлађих светиња у Епархији шабачкој. Налази се у селу Липнички Шор, код Лознице, недалеко од обале реке Дрине.